# Liste der Werke chinesischer erotischer Literatur
Diese ist eine Liste der Werke chinesischer erotischer Literatur bzw. von Werken oder Kapiteln aus Werken über sexuelle Techniken, die über die sogenannten "Künste der inneren Kammer" (chinesisch 房中術 / 房中术, Pinyin Fángzhōng shù, W.-G. Fang-chung shu) nähere Auskünfte geben, die insbesondere von den Daoisten praktiziert wurden. 
Die Liste enthält überwiegend literarische Werke, aber nicht ausschließlich. Einige stammen aus Medizin (z. B. Huangdi neijing) und Diätetik (Yangsheng fang), es sind philosophische Werke darunter (Lunheng), und auch das eines daoistischen Alchemisten und Unsterblichkeitssuchers (Baopuzi). 
Ein wichtiges chinesisches Sammelwerk stellt das von Ye Dehui (葉德輝 / 叶德辉,  Yeh Te-hui; 1864–1927) herausgegebene Shuangmei ying'an congshu (双梅影暗丛书) dar, dem es gelang, mehrere der alten Texte zu aus dem Ishinpō (医心方) zu rekonstruieren: Sunü jing: Tao der Sexualität (moderne Bearbeitung), Sunü fang, Yufang mijue, Yufang zhiyao und Dongxuanzi. Teils dargestellt in unzureichender Compilation in: Taoistische Sexual-Praktiken. 
Ein weiteres wichtiges Sammelwerk erotischer Literatur ist das 1995–1997 in Taipeh (Taiwan) von Chen Qinghao (陳慶浩 / 陈庆浩) und Wang Qiugui (王秋桂) herausgegebene Siwuxie huibao (思無邪匯寶 / 思无邪汇宝).
Es werden im Folgenden die wichtigsten älteren Werke (vom Hanshu yiwenzhi - dem Literaturkatalog des Hanshu - angefangen) sowie die Werke aus den beiden genannten großen Sammelwerken zur erotischen Literatur in alphabetischer Reihenfolge in chinesischen Schriftzeichen zusammen mit der Pinyin-Transkription auflistet:

## Übersicht

### Sexualhandbücher
- Baopuzi Zhili 抱朴子•至理
- Dongxuanzi 洞玄子
- Fangshu qishu 房术奇书
- Fangshu xuanji 房术玄机
- Fangzhong buyi 房中补益
- Fangzhong qiedu 房中切度
- Furen liangfang 妇人良方
- Hanshu yiwenzhi 汉书艺文志 (Literaturkatalog des Hanshu) - (Online)
- He yinyang 合阴阳 (Vereinigung des Yin und Yang)
- Huangdi neijing jing 黄帝内景经
- Huangdi neijing 黄帝内经
- Huangdi waijing jing 黄帝外景经
- Huangting jing 黄庭经
- Jiji zhenjing 既济真经
- Leixiu yaojue 类修要诀
- Lunheng Mingyi pian 论衡•命义篇
- Lunheng Qishou pian 论衡•气寿篇
- Qifa 七发
- Rongcheng yindao 容成阴道（失）
- Sanyuan yanshou canzan shu 三元延寿参赞书
- Shiwen 十问 (Zehn Fragen)
- Sunü fang 素女方
- Sunü jing 素女经
- Sunü miaolun 素女妙论
- Tiandi yinyang jiaohuan dale fu 天地阴阳交欢大乐赋
- Tianxia zhidao tan 天下至道谈 (Gespräch über den Höchsten Weg unter dem Himmel)
- Xiuzhen yanyi 修真演义
- Xuannü jing 玄女經
- Yangsheng fang 养生方 (Rezepte für das Nähren des Lebens)
- Yangsheng siyao 养生四要 (Vier Prinzipien für das Nähren des Lebens)
- Yanshou diyi shenyan 延寿第一绅言
- Yifang leiju 医方类聚
- Yufang mijue 玉房秘诀
- Yufang zhiyao 玉房指要
- Yunü sunyi pian 御女损益篇
- Zaliao fang 杂疗方 Rezepte für verschiedene Kuren
- Zunsheng bajian Yannian quebing jian 遵生八笺•延年却病篇

### Erotisch-pornographische Literatur (Hints for publishers)
Von der Handbuchliteratur zu unterscheiden ist die eigentliche erzählende Literatur (huangse xiaoshuo 黄色小说 oder seqing xiaoshuo  色情小说).
- Bai yuan zhuan 百缘传
- Baihua kui 百花魁
- Baihua yeshi 百花野史
- Baofang mishi 豹房秘史
- Bian er chai 弁而釵
- Bie you xiang 別有香
- Biyu lou 碧玉楼
- Caihuaxin 采花心
- Cainü zhuan 采女传
- Caishi zhanji 采石战记
- Chanzhen houshi 禅真后史
- Chanzhen yishi 禅真逸史
- Chipozi zhuan 癡婆子傳
- Chundeng mishi 春灯迷史
- Chundeng nao 春燈鬧
- Chunmeng suoyan 春夢瑣言
- Cu hulu 醋葫芦
- Cui xiao meng 催晓梦
- Dengcao heshang 灯草和尚
- Dengyueyuan 灯月缘
- Donglou huishi 东楼秽史
- Dongxuanzi  洞玄子
- Doushihuan 都是幻
- Ershilou 十二楼
- Fengliu heshang 风流和尚
- Fengliu wu 风流悟
- Gelian huaying 隔帘花影
- Gengshen jun waizhuan 庚申君外传
- Guilianmeng 归莲梦
- Guwangyan 姑妄言
- Hailing yishi 海陵佚史
- Han Xiangzi quanzhuan 韩湘子全传
- Han zashi mixin  汉杂事秘辛
- He pi zhu 合浦珠
- Hejian zhuan 河间传
- Hong baihua chuan 红白花传
- Hongloumeng 红楼梦
- Huanfuqi 换夫妻
- Huanxi langshi 欢喜浪史
- Huanxi yuan 歡喜緣
- Huanxi yuanjia 欢喜冤家
- Huaying gelian lu 花影隔簾綠
- Huaying jinzhen 花營錦陣
- Huchun yeshi 呼春野史
- Jiji zhenjing  既济真经
- Jin yun jiao zhuan 金云翘传
- Jingmeng ti 惊梦啼
- Jinpingmei 金瓶梅
- Jinxiuyi 锦绣衣
- Kong Hejian mishi 控鶴監秘記
- Kongkong huan 空空幻
- Langshi qiguan 浪史奇观
- Langshi  浪史
- Leqiyuan 了奇缘
- Lianchengbi 连城璧
- Liangrouyuan 兩肉緣
- Liangrouyuan 两肉缘
- Lianqing ren 恋情人
- Lin’er bao 麟儿报
- Liu sheng mi lian ji 刘生觅莲记
- Longyang yishi 龙阳逸史
- Lüye xianzong 绿野仙踪
- Meng yue lou qingshi 梦月楼情史
- Mixitukao zhongwen zixu 秘戏图考中文自序 (Gao Luopei 高罗佩)
- Mou er chai 牟而钗
- Naohua cong 闹花丛
- Nongqing kuaishi 浓情快史
- Nongqing mishi 浓情秘史
- Nüxian waishi 女仙外史
- Qi Yu zhuan 祈禹传
- Qiaoyuan langshi 巧缘浪史
- Qiaoyuan yanshi 巧緣艷史
- Qilou chong meng 绮楼重梦
- Qinghaiyuan 情海緣
- Qiyuan ji 奇缘记
- Renzhonghua 人中画
- Rou putuan 肉蒲团
- Ruyijun zhuan 如意君传
- Ruyi langjun zhuan  如意郎君传（黑白郎君输）
- Sai hua ling 赛花铃
- San miao zhuan 三妙传
- Sanxu Jinpingmei 三续金瓶梅
- Sengni niehai僧尼孽海
- Shaoyao ta 芍药榻
- Shenlou zhi 蜃楼志
- Shi’er xiao 十二笑
- Shuang yinyuan 双姻缘
- Shuangfeng ji 双峰记
- Su E pian 素娥篇
- Sui Yangdi yanshi 隋炀帝艳史
- Sunü jing  素女经
- Taohua yanshi 桃花艳史
- Taohua ying 桃花影
- Tianbao tu 天豹图
- Tiandi yinyang jiaohuan dalefu  天地阴阳交欢大乐赋
- Tianxia diyi juemiao qishu 天下第一绝妙奇书
- Wu feng yin 五凤吟
- Wumeng yuan 巫夢緣
- Wu Zhao zhuan 武曌傳
- Wushan yanshi 巫山艳史
- Wutong ying 梧桐影
- Wuzetian waishi 武则天外史
- Xianqing biezhuan 闲情别传
- Xiaqianji 霞签记
- Xing minghua 醒名花
- Xinghua tian 杏花天
- Xingshi yinyuan zhuan 醒世姻缘传
- Xiu ge pao quanzhuan 绣戈袍全传
- Xiupingyuan 绣屏缘
- Xiuta yeshi 绣榻野史
- Xiuzhen yanyi  修真演义 (瞩隙、嚎、方舟子输)
- Xu Jinpingmei 续金瓶梅
- Yanhun yeshi 艳婚野史
- Yaohu yanshi 妖狐艳史
- Yesou puyan 野叟曝言
- Yi waiyuan意外缘
- Yichun xianzhi 宜春香质
- Yineiyuan 意内缘
- Yingyunlou 英云梦
- Yipianqing 一片情
- Yiqin zhen 怡情阵
- Yitailiu 章台柳
- Yizhongyuan 意中缘
- Youxian ku 游仙窟
- Yu Gui Hong 玉閨紅
- Yu jiao li 玉娇丽
- Yuanyang mei 鸳鸯媒
- Yufeimeishi 玉妃媚史
- Yulou chun 玉楼春
- Yunxian xiao 云仙笑
- Zai huachuan 载花船
- Zaiyangtang waiyuan 载阳堂意外缘
- Zhao Feiyan biezhuan 趙飛燕別傳
- Zhao Feiyan waizhuan  赵飞燕外传
- Zhaoyang qushi 昭阳趣史
- Zhenzhu bo 珍珠泊
- Zhongqing yanshi 钟情艳史
- Zhulin yeshi 株林野史
- Zui chunfeng 醉春风
- ? Wu xian ping  ？杌闲评

## Bibliographie
- Ye Dehui (叶德辉), Hrsg.: Shuangmei ying'an congshu (双梅影暗丛书), o. O. 1907 (?)[4]
- Chen Qinghao (陈庆浩) und Wang Qiugui (王秋桂), Hrsg.: Siwuxie huibao (思無邪匯寶 / 思无邪汇宝). Taipei: Faguo guojia kexue yanjiu zhongxin 法国国家科学研究中心 [Centre National de la Recherche Scientifique] & Taiwan Daying baike guban youxian gongsi 台湾大英百科股份有限公司 [Encyclopedia Britannica], 39 Bde., 1994–1997[5], ISBN 957-8592-12-4